# Cyberniok
Cyberniok (731 m n.p.m.) (rzadziej też Cuberniok lub Koziniec) – szczyt w Beskidzie Śląskim, w granicach administracyjnych Bielska-Białej, w dzielnicy Olszówka Górna.
Cyberniok znajduje się w Pasmie Klimczoka i Szyndzielni, jednym z dwóch głównych grzbietów Beskidu Śląskiego, i (wraz z Szyndzielnią, Mokrym Groniem i Dębowcem) stanowi północne ramię Klimczoka. Od północy sąsiaduje z Dębowcem, a od wschodu z Mokrym Groniem. Od położonej na południe Szyndzielni oddziela go przełęcz Dylówki (720 m). Od zachodu stok Cubernioka opada ku Dolinie Wapienicy, w północne stoki wcina się dolinka potoku Ruciana, stok wschodni opada do Olszówki.
Porośnięty jest lasami bukowymi z domieszką drzew iglastych – świerków i jodeł. Znajduje się w granicach Parku Krajobrazowego Beskidu Śląskiego, a jego zachodnia część chroniona jest również w ramach zespołu przyrodniczo-krajobrazowego Park Ekologiczny „Dolina Wapienicy”.
Przez szczyt Cybernioka przebiega zielony szlak turystyczny z Olszówki Górnej na Szyndzielnię, natomiast szlak czerwony z tejże Olszówki Górnej na Szyndzielnię biegnie jego wschodnimi stokami.